# Cymothoe dumensis
Cymothoe dumensis är en fjärilsart som beskrevs av Embrik Strand 1910. Cymothoe dumensis ingår i släktet Cymothoe och familjen praktfjärilar. Inga underarter finns listade i Catalogue of Life.